# يانسن سيلاج
يانسن سيلاج هي شركة تابعة لشركة جونسون آند جونسون الصيدلانية. تأسست الشركة أوائل العقد الأخير من القرن العشرين من خلال اندماج يانسن للأدوية وسيلاج.